# پارکینگ طبقاتی

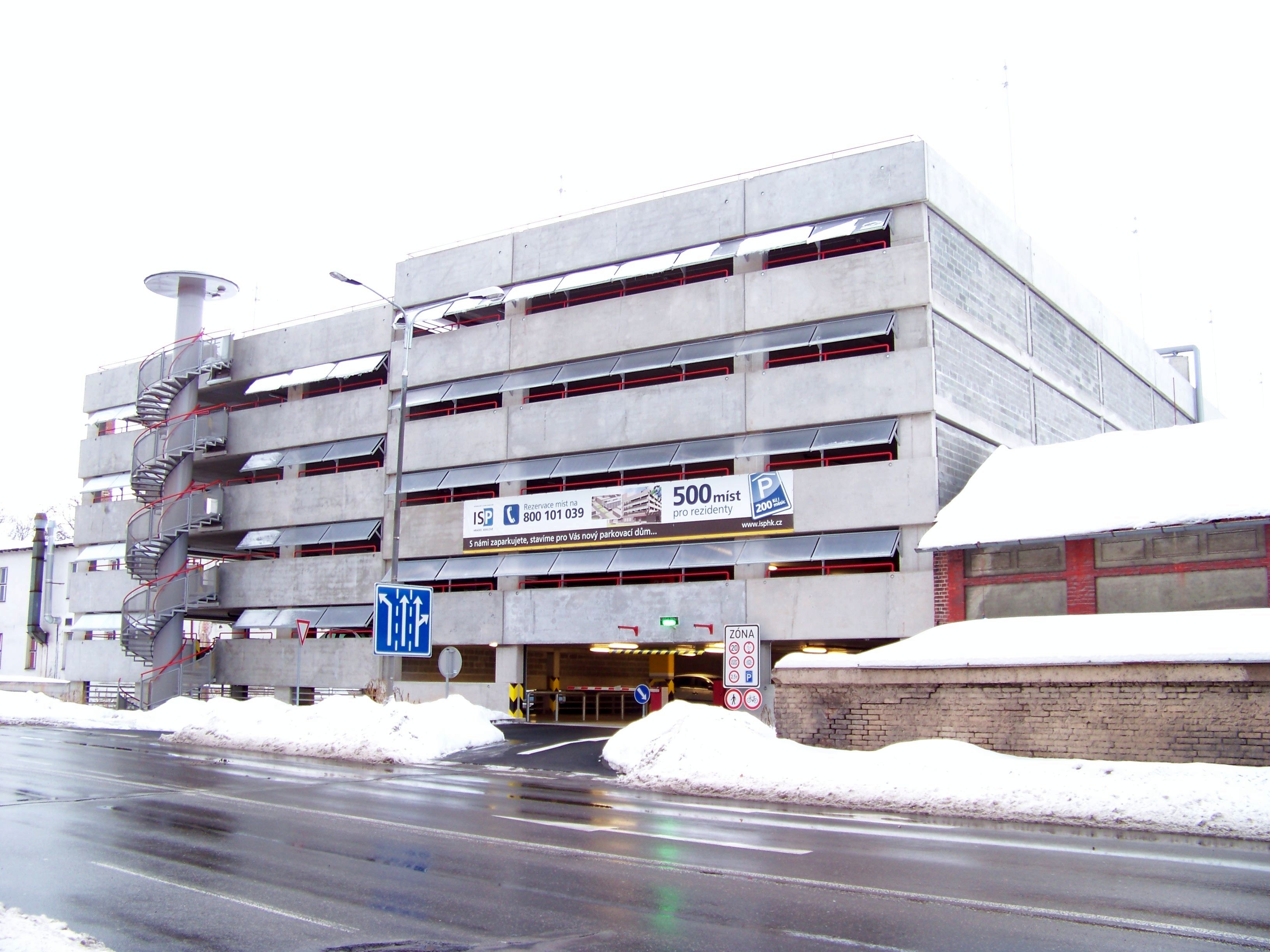
یک پارکینگ طبقاتی در هارتس کرالووه

پارکینگ طبقاتی خودرو (نیز: پارکینگ مسقف، گاراژ یا پارکینگ سرپوشیده) یک ساختمان طراحی شده برای پارکینگ خودروها است به گونه‌ای که دارای چند طبقه برای افزایش تعداد خودروهایی است که امکان توقف دارند. پارکینگ طبقاتی از انواع جایگاه توقف خودرو یا پارکینگ محسوب می‌شوند.

## تاریخچه

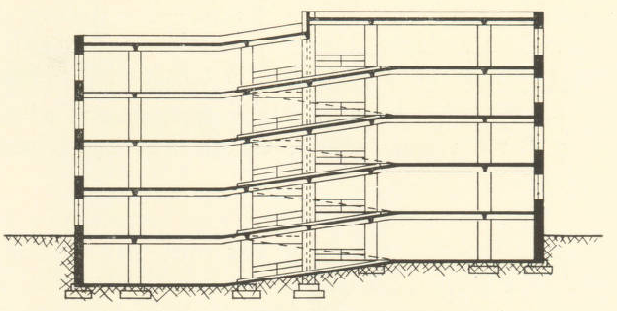
طرح یک پارکینگ طبقاتی مربوط به سال ۱۹۲۹.

اولین پارکینگ چند طبقه در سال ۱۹۱۸ برای هتل La Salle در خیابان واشینگتن در غرب شهر شیکاگو ساخته شد که طراح آن HolabirdHolabird and Roche بود. هرچند این هتل در سال ۱۹۷۶ تخریب شد اما پارکینگ طبقاتی آن باقی ماند.
همچنین ادعای دیگری وجود دارد که نخستین پارکینگ طبقاتی بین سالهای ۱۹۰۶ و ۱۹۱۲ در شهر گلاسکو ساخته شده است.

## طراحی

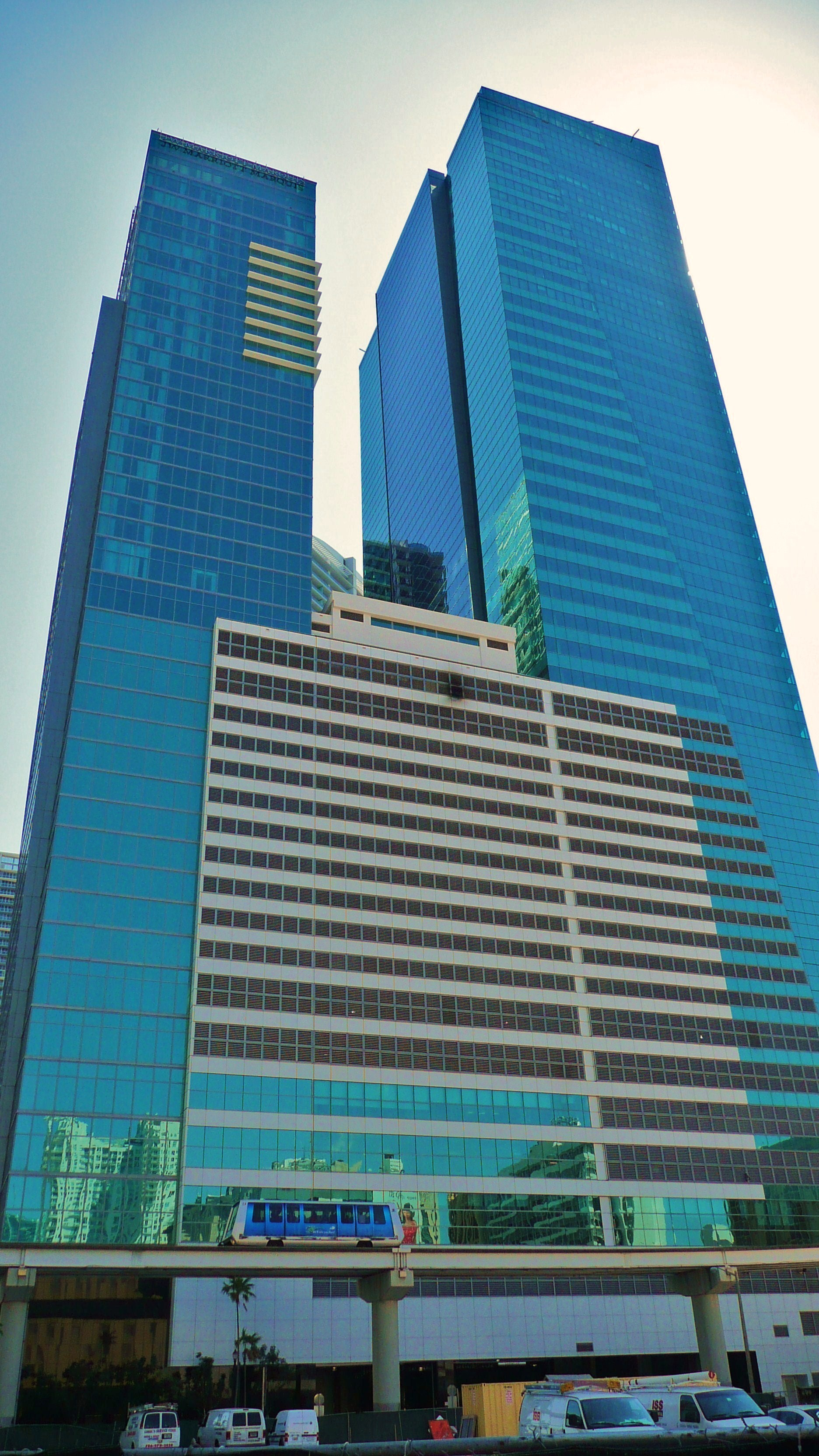
یک پارکینگ طبقاتی بزرگ با ظاهری پوشیده شده.

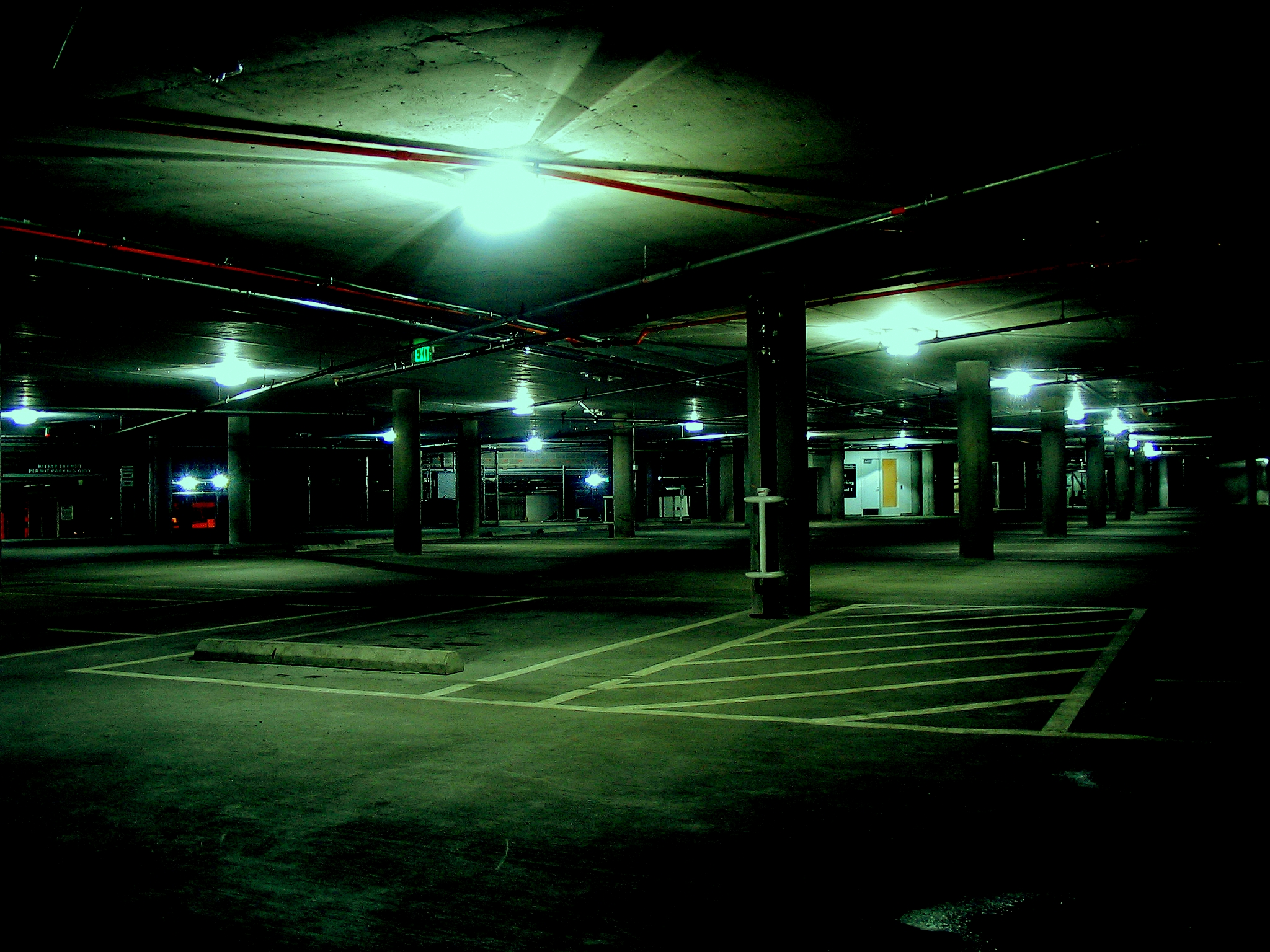
داخل یک پارکینگ چند طبقه.

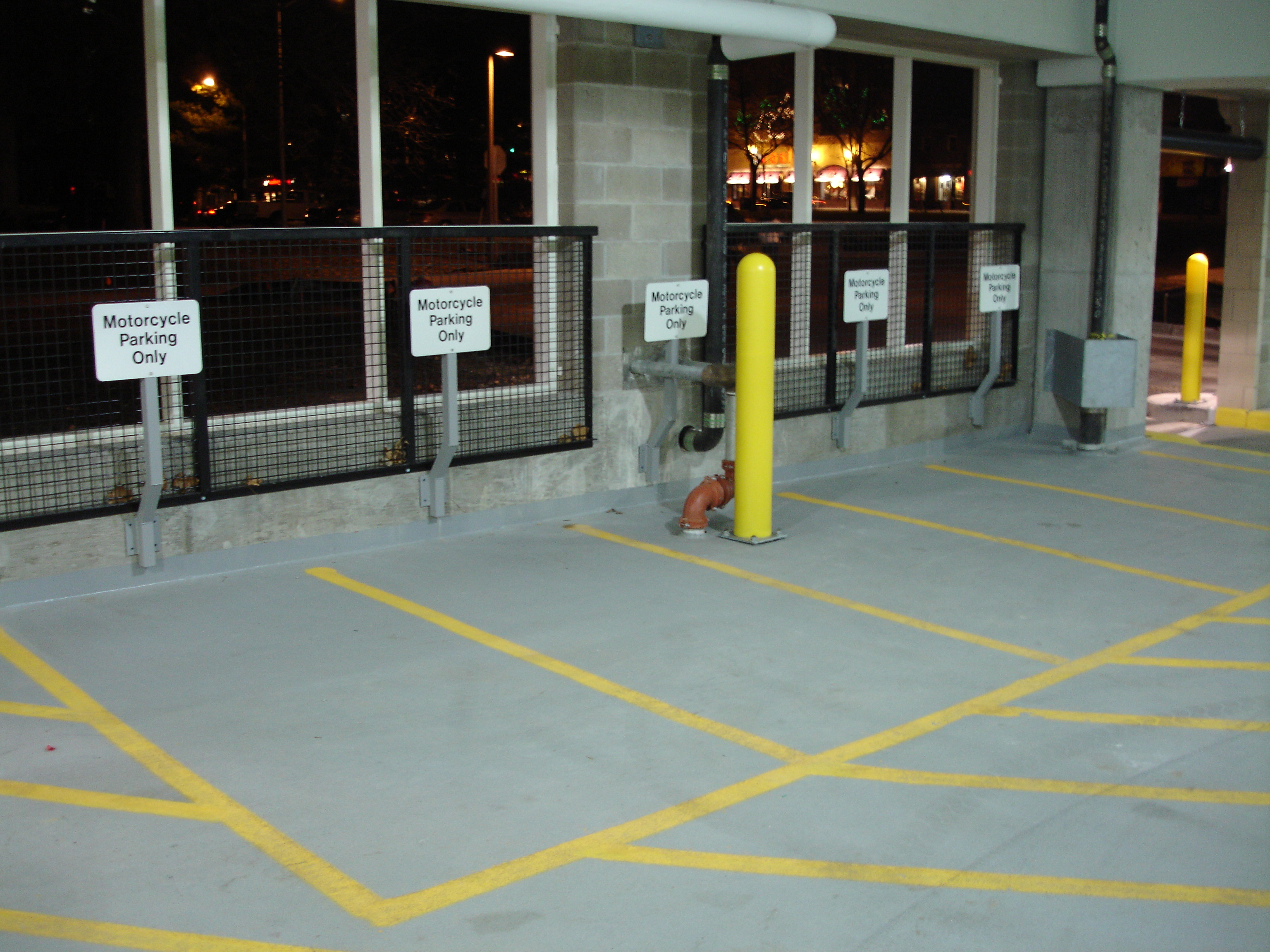
پارکینگ موتور سیکلت در داخل یک پارکینگ چند طبقه.

حرکت وسایل نقلیه در بین چند طبقه می‌تواند به یکی از روشهای زیر صورت گیرد:
- رمپهای داخلی - رایج‌ترین نوع امکانات برای تردد خودروها بین طبقات.
- رمپ خارجی - که ممکن است به شکل یک دایره شیب دار (در آمریکا به آن 'whirley به معنی فرفره‌ای گفته می‌شود)
- بالابر خودرو - روش کم رواج
- سیستم‌های ربات خودکار - ترکیبی از رمپ و آسانسور

در زمینهای شیبدار ممکن است از سطح شیبدار زمین برای حرکت خودرو بین طبقات استفاده شود.
بسیاری از پارکینگهای خودرو، ساختمانهای مستقل و طراحی شده برای توقف خودروها هستند. رایج‌ترین سازه سیستم در ایالات متحده برای ساخت پارکینگ طبقاتی، بتن پیش تنیده است.
در سالهای اخیر، پارکینگهای طبقاتی به عنوان بخشی از مجتمع‌ها، ایستگاه‌ها، ترمینالهای مسافری یا ساختمانهای بزرگ چند منظوره و تجاری نیز ساخته می‌شوند. فضای پارکینگ در زیر میدان نیتن فیلیپس با گنجایش ۲۴۰۰ خودرو، یکی از بزرگترین پارکینگهای طبقاتی در جهان است.
پارکینگهای مسقف و طبقاتی خودرو که برای خدمت به مراکز خرید ساخته می‌شود ممکن است به گونه‌ای باشند که در مجاورت طبقات و در نزدیکی فروشگاه‌های هر طبقه طراحی شوند. یکی از نمونه‌های این روش را می‌توان در مال آمریکا در بلومینگتون، مینه سوتا مشاهده کرد.
این گاراژها اغلب در هر طبقه ارتفاع سقف کوتاه دارند و فقط برای خودروهای شخصی و کوچک مناسب هستند.

### یکپارچگی ساختاری

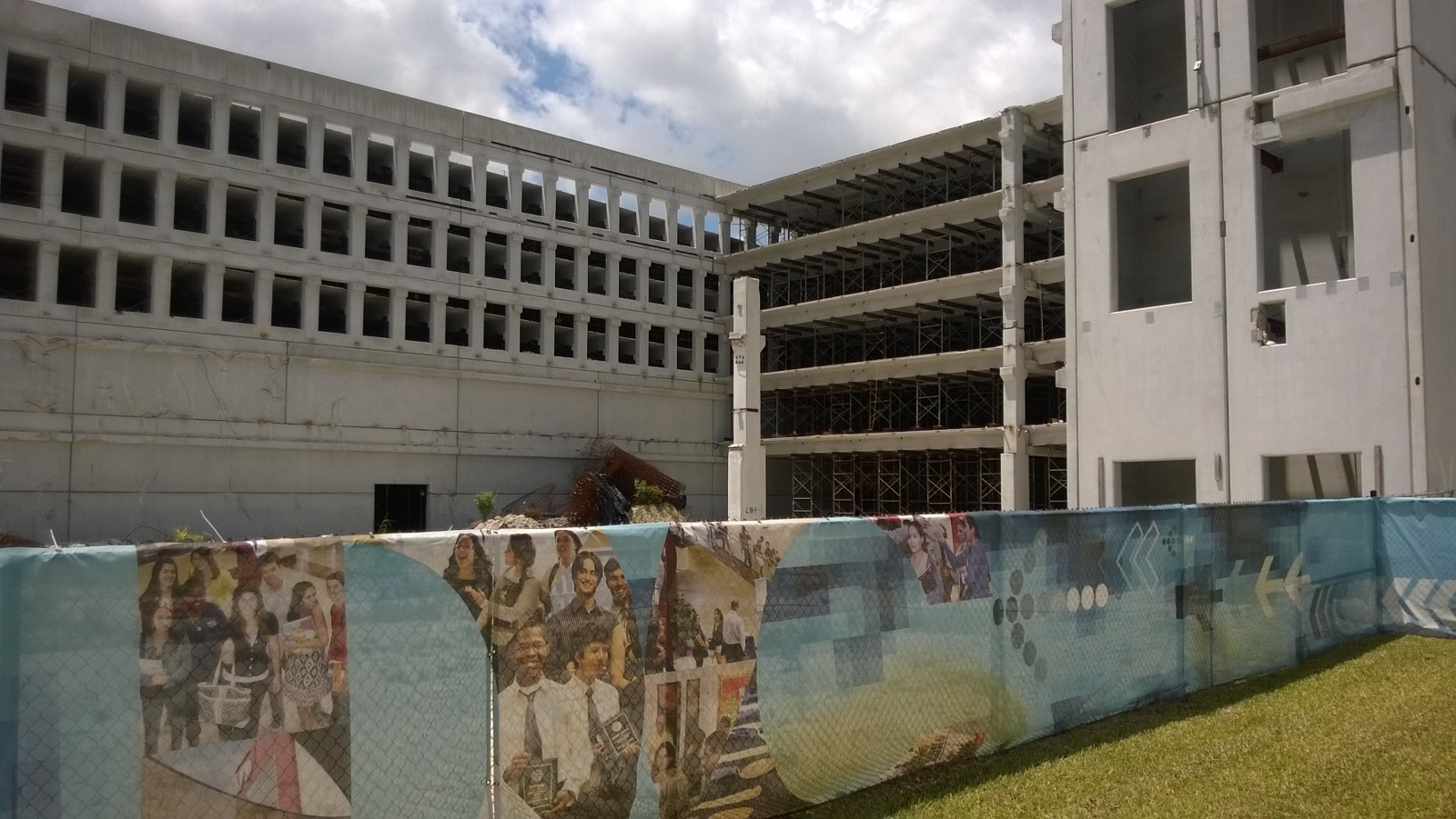
نمونه‌ای از فروریختگی ساختمان پارکینگ طبقاتی.

سازه پارکینگ طبقاتی متحمل وزن سنگین و رفت‌وآمد وسایل نقلیه بسیار می‌شود و فشار زیادی را تحمل می‌کند. اتصالات لرزه گیر برای کاهش فشار روی سازه پارکینگ تعبیه می‌شوند.
برخی از سازه‌های پارکینگهای طبقاتی در طول ساخت و ساز یا سالهای بعد از آن فرو ریخته‌اند. تصادف خودرو در دسامبر سال ۲۰۰۷ در شارلوت و همزمان تخریب یک پارکینگ در حال ساخت در جکسون ویل فلوریدا و نیز ریزش ناگهانی طبقه میانی یک پارکینگ در مونترال در اثر نشیت آب نمونه‌هایی از مشکلات ساختمانی در سازه‌های پارکینگ است.
در اکتبر سال ۲۰۱۲ در ریزش ساختمان در حال ساخت پارکینگ در فلوریدا چهار نفر کشته و شماری بیشتر زخمی شدند.

### سازه‌های پارکینگ پیش ساخته

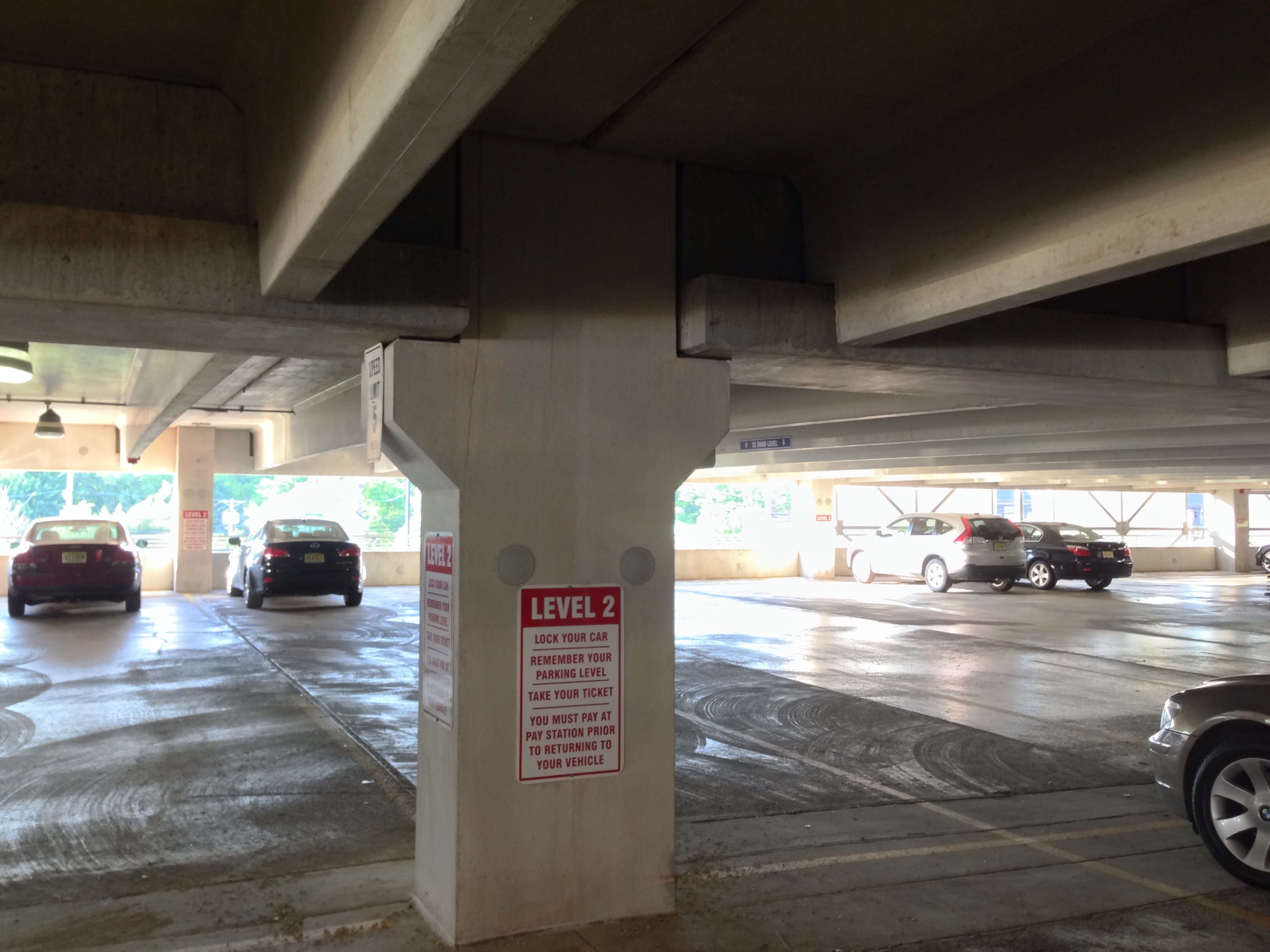
پارکینگ با سازه‌های پیش ساخته.

با رشد پارکینگهای چند طبقه از اواسط قرن بیستم، بسیاری از سازه‌های پارکینگ با استفاده از بتن پیش ساخته ساخته شده‌اند. طراحی پیش ساخته شامل ساخت پانل‌های دیوارهای داخلی و خارجی، ستون، سازه، طبقه، تیرهایدیوار، پله‌ها و سنگ نما می‌شود. این قطعات با تریلر به محل پارکینگ حمل می‌شود و ماژول‌ها به ترتیب در کنار هم برپا می‌شوند.
در ساخت و ساز مدرن به ویژگی‌های دیگر برای بهبود قدرت سازه هم توجه می‌شود. به عنوان مثال برای استفاده از بتن یش تنیده بر روی بتن پس تنیده بتن برای ساخت و ساز دیوار برشی نمونه این کار است. مثال دیگر استفاده از فیبر کربن تقویت شده پلیمری به جای فولاد سیم مش برای کم کردن بار و افزایش مقاومت برای آب و هوای سردسیر است.

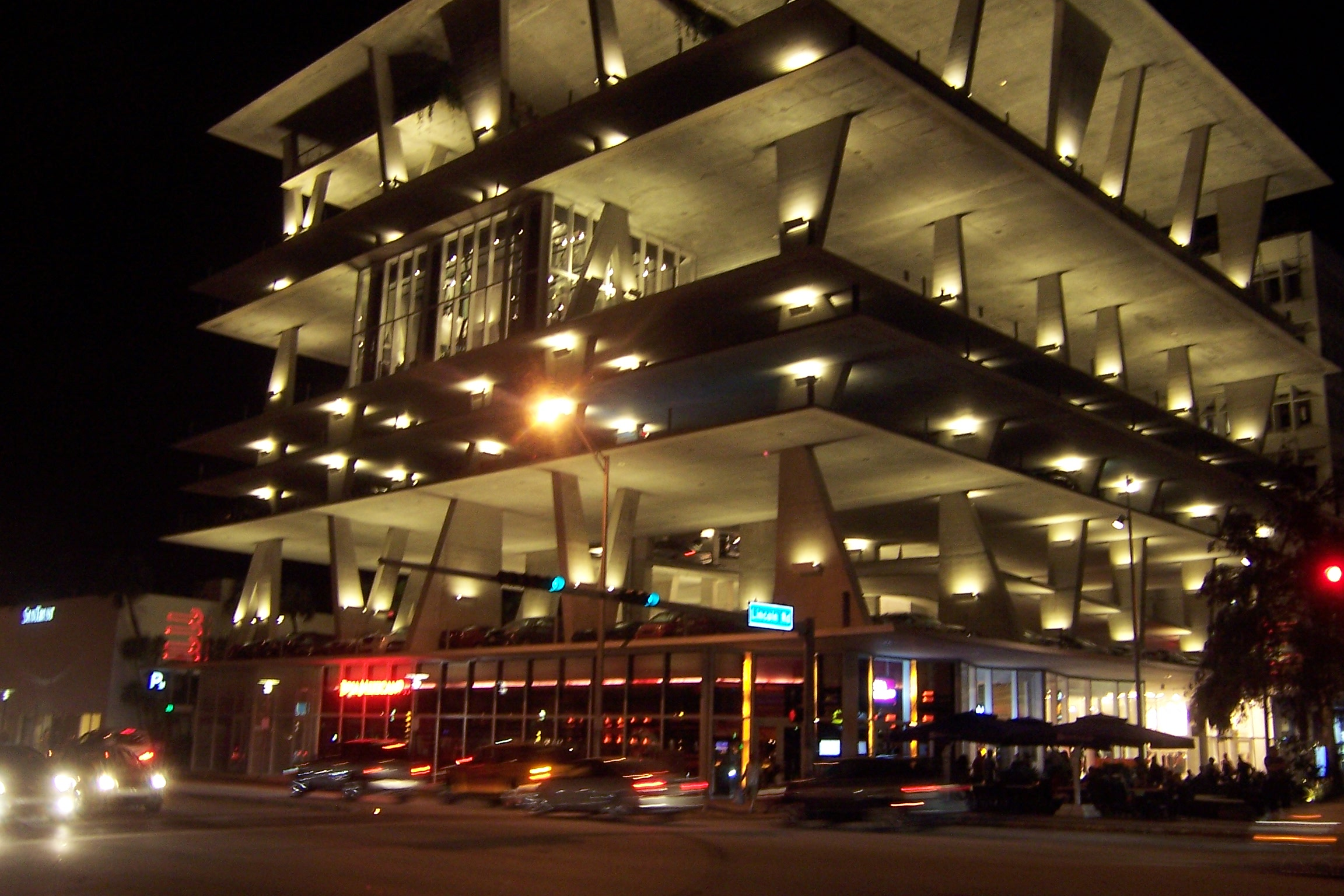
پارکینگ در جاده لنکلن.